# Adrián Gavira
Adrián Gavira Collado (La Línea de la Concepción, 17 de septiembre de 1987) es un deportista español que compite en voleibol, en la modalidad de playa, haciendo pareja con Francisco Alfredo Marco (2006–2007), Inocencio Lario Carrillo (2008), Pablo Herrera (2009–2024) y Alejandro Huerta (2025-presente). Ha participado en cuatro Juegos Olímpicos. Es hermano de la futbolista Patri Gavira.

## Carrera profesional
Desde muy pequeño vivió con sus padres y su hermana en la cercana localidad de Taraguilla, por lo que se le considera sanroqueño de adopción.Con 16 años, se trasladó a Canarias para desarrollarse profesionalmente en el voley playa, tras superar las pruebas del Centro de Alto Rendimiento de San Cugat del Vallés (Barcelona). Su formación deportiva se produjo en el Centro de Tecnificación Deportiva de Vóley-playa ubicado en la playa de Los Cristianos, en el municipio tinerfeño de Arona, bajo la dirección del olímpico onubense Sixto Jiménez.
En el año 2014, trasladó su residencia a la localidad malagueña de Nerja, junto a su pareja Ángela Lobato, la laureada jugadora de vóley-playa, cinco veces campeona de España.
Obtuvo tres medallas en el Campeonato Europeo de Vóley Playa entre los años 2009 y 2018. Participó en tres Juegos Olímpicos de Verano, ocupando el noveno lugar en Londres 2012, Río de Janeiro 2016 y Tokio 2020.En París 2024, obtuvo diploma olímpico junto a Pablo Herrera al obtener la quinta plaza en cuartos de final, en los que fueron sus últimos JJOO juntos.
Ganó nueve veces el Campeonato de España (2009, 2010, 2011, 2014, 2017, 2018, 2019, 2021 y 2022).

## Palmarés

### Campeonato de Europa
| Año  | Campeonato      | Pareja        | Oponentes en la final              | Resultado                 |
| 2009 | Sochi 2009      | Pablo Herrera | Julius Brink Jonas Reckermann      | Retirada por lesión       |
| 2013 | Klagenfurt 2013 | Pablo Herrera | Jānis Šmēdiņš Aleksandrs Samoilovs | 2-0 (21-19, 21-17)        |
| 2018 | La Haya 2018    | Pablo Herrera | Ilia Leshukov Konstantín Semiónov  | 2-1 (21-17, 13-21, 15-12) |

### Beach Pro Tour
| Leyenda           |
| BPT Finals (0)    |
| BPT Elite 16 (1)  |
| BPT Challenge (1) |
| BPT Futures (0)   |

| N.º | Fecha               | Torneo  | Pareja        | Oponentes en la final           | Resultado                 |
| --- | ------------------- | ------- | ------------- | ------------------------------- | ------------------------- |
| 1.  | 24 de junio de 2018 | Ostrava | Pablo Herrera | Piotr Kantor Bartosz Łosiak     | 2-1 (27-25, 15-21, 15-11) |
| 2.  | 19 de marzo de 2023 | La Paz  | Pablo Herrera | Stefan Boermans Yorick de Groot | 2-1 (21-17, 15-21, 15-12) |

Finalista (4)
| N.º | Fecha                 | Torneo   | Pareja        | Oponentes en la final         | Resultado                 |
| --- | --------------------- | -------- | ------------- | ----------------------------- | ------------------------- |
| 1.  | 14 de julio de 2018   | Gstaad   | Pablo Herrera | Anders Mol Christian Sørum    | 0-2 (18-21, 12-21)        |
| 2.  | 15 de mayo de 2022    | Madrid   | Pablo Herrera | Quentin Métral Yves Haussener | 1-2 (21-11, 25-27, 13-15) |
| 3.  | 22 de octubre de 2023 | Goa      | Pablo Herrera | Robin Seidl Moritz Pristauz   | 1-2 (21-18, 16-21, 15-17) |
| 4.  | 25 de agosto de 2024  | Hamburgo | Pablo Herrera | Anders Mol Christian Sørum    | 0-2 (15-21, 11-21)        |